# Gerenno
Gerenno (fl. II secolo a.C.) fu, secondo la Historia Regum Britanniae di Goffredo di Monmouth, un leggendario re della Britannia.
Era figlio di re Eliduro e salì sul trono dopo Runo, mentre a lui successe il figlio Catello. I suoi discendenti regnarono in Britannia fino all'arrivo dei Romani.